# Waltraud Ungersböck
Waltraud Ungersböck (* 25. Juni 1976 in Wiener Neustadt) ist eine österreichische Politikerin der Österreichischen Volkspartei (ÖVP). Vom 30. Jänner 2020 bis zum 23. März 2023 war sie Abgeordnete zum Landtag von Niederösterreich und ab März 2020 Vizebürgermeisterin von Scheiblingkirchen-Thernberg. Im Dezember 2024 wurde sie zur Bürgermeisterin von Scheiblingkirchen-Thernberg gewählt.

## Leben

### Ausbildung und Beruf
Waltraud Ungersböck besuchte ab 1991 die Landwirtschaftliche Fachschule in Warth, die sie 1994 als Facharbeiterin abschloss. Von 1995 bis 1997 absolvierte sie eine Ausbildung zur Landwirtschaftsmeisterin. 2015/16 absolvierte sie eine Ausbildung zum Agrar- und Waldwerkstätten-Ranger in der Landwirtschaftlichen Fachschule Warth, 2017 folgte ein Zertifikatslehrgang Schule am Bauernhof und 2018 ein Zertifikatslehrgang zur Seminarbäuerin.
Von 1994 bis 1999 arbeitete sie in der elterlichen Landwirtschaft mit, von 1998 bis 2000 war sie Geschäftsführerin der Obst-Most-Gemeinschaft Bucklige Welt. Seit 1999 ist sie Betriebsführerin eines Land- und Forstwirtschaftsbetriebes, seit 2018 hält sie auch Vorträge als Seminarbäuerin. Ungersböck ist verheiratet und Mutter dreier Kinder.

### Politik
Ungersböck ist seit 2015 Ortsbäuerin und Fraktionsmitglied der ÖVP in Scheiblingkirchen-Thernberg sowie Kammerrätin der Bezirksbauernkammer Neunkirchen. Seit 2019 ist sie Obmannstellvertreterin des Gebietsbauernbundes Neunkirchen, seit September 2019 gehört sie dem Gemeinderat von Scheiblingkirchen-Thernberg an.
Am 30. Jänner 2020 wurde sie in der XIX. Gesetzgebungsperiode als Abgeordnete zum Landtag von Niederösterreich angelobt, wo sie Mitglied im Kultur-Ausschuss ist. Sie rückte für Klaudia Tanner nach, die Verteidigungsministerin in der Bundesregierung Kurz II wurde.
Am 2. März 2020 wurde sie als Nachfolgerin von Johann Kahofer zur Vizebürgermeisterin von Scheiblingkirchen-Thernberg gewählt. Nach der Landtagswahl in Niederösterreich 2023 schied sie mit Beginn der XVIII. Gesetzgebungsperiode aus dem Landtag aus, nachdem bei der ÖVP Hermann Hauer im Bezirk mehr Vorzugsstimmen erhielt. Im April 2023 folgte Ungersböck Viktoria Hutter als Landeskammerrätin nach. Im September 2024 wurde sie als Nachfolgerin von Bürgermeister Johann Lindner zur ÖVP-Parteiobfrau in Scheiblingkirchen gewählt, für die Gemeinderatswahlen 2025 wurde sie ÖVP-Bürgermeisterkandidatin. Am 12. Dezember 2024 wurde sie mit elf von insgesamt 18 Stimmen zur Bürgermeisterin gewählt.